# Phalanta semperi
Phalanta semperi är en fjärilsart som beskrevs av Hans Fruhstorfer. Phalanta semperi ingår i släktet Phalanta och familjen praktfjärilar. Inga underarter finns listade i Catalogue of Life.